# Medizinische Missionarinnen Marias
Die Medizinischen Missionarinnen Marias sind eine Ordensgemeinschaft innerhalb der römisch-katholischen Kirche, die Missionarstätigkeit und medizinische Hilfe miteinander verbindet. Gegründet wurde die Gemeinschaft 1937 von Marie Martin. In ihr sind derzeit 400 Frauen mit Schwerpunkten in Afrika und Südamerika tätig. Das Mutterhaus befindet sich in Drogheda, Irland, die Geschäftsstelle in Dublin.